# Witstaartkeerkringvogel
De witstaartkeerkringvogel (Phaethon lepturus) is een zeevogel uit de familie van de keerkringvogels (Phaethontidae). Het is de kleinste soort van de drie soorten keerkringvogels.

## Kenmerken
De vogel is 70 tot 82 cm lang (inclusief de verlengde staartpennen van 33 tot 45 cm) en weegt 220 tot 410 gram. De spanwijdte is 90 tot 95 cm. Het is de kleinste soort die het grootste deel van zijn leven vliegt over de open zee en oceanen. Hun staart is relatief lang en ook de lange vleugels vallen op met hun zwarte uiteinden en strepen. Hierdoor lijken het sierlijke vogels. Om de ogen zit een zwarte streep en de snavel is geel.

## Leefwijze
Ze leven van vis en inktvissen die worden gevangen tijdens een duikvlucht. Soms duiken ze vanaf 20 meter het water in. Ze vangen ook vliegende vissen tijdens hun vlucht.

## Voortplanting
Beide ouders bebroeden het enige ei, dat na ongeveer 40 dagen uitkomt. Het jong kan na 11 weken vliegen. De broedcyclus duurt niet een jaar maar merkwaardig genoeg 40 weken.

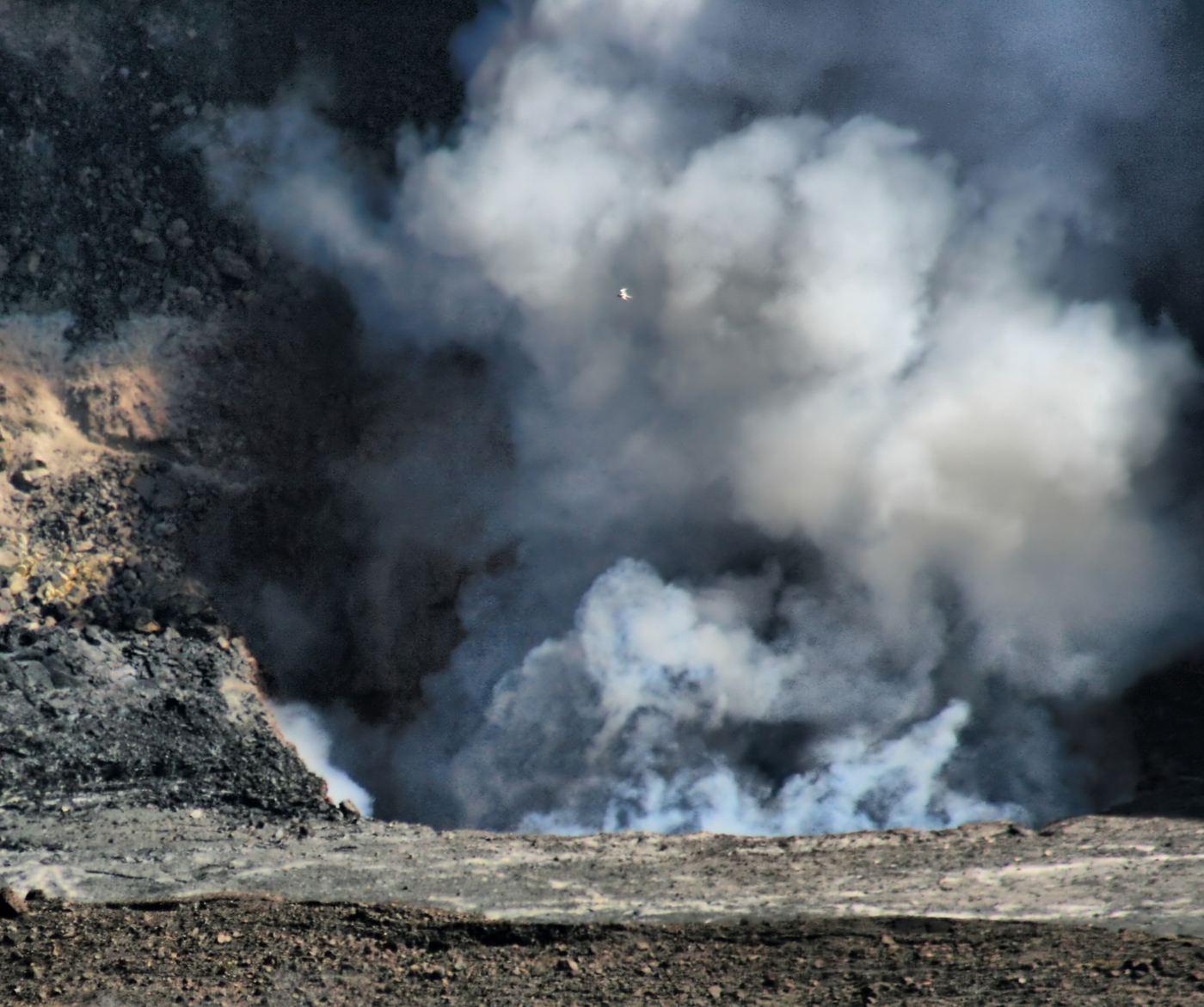
Een witstaartkeerkringvogel vliegt vlak over de Halema`uma`u-krater van de vulkaan Kilauea op Hawaï. Geen mens zou dit overleven, maar deze kleine vogels ondervinden ogenschijnlijk geen hinder. Ze nestelen op de kraterwand en hebben hun broedgewoontes niet aangepast toen de vulkaan hier uitbarstte in maart 2008.

## Verspreiding
De vogel broedt op tropische eilanden en leeft boven de Atlantische, Indische en westelijke Grote Oceaan.
De soort telt zes ondersoorten:
- P. l. catesbyi: West-Indië en Bermuda.
- P. l. ascensionis: de tropische zuidelijke Atlantische Oceaan.
- P. l. lepturus: de Indische Oceaan.
- P. l. europae: Europa.
- P. l. fulvus: Christmaseiland.
- P. l. dorotheae: de tropische westelijke Grote Oceaan.

## Status
De grootte van de populatie is in 2019 geschat op 400 duizend volwassen vogels. Op de Rode lijst van de IUCN heeft deze soort de status niet bedreigd.